# Hiroe Minagawa
Hiroe Suzuki-Minagawa (jap. 鈴木博恵 Suzuki Hiroe; ur. 19 sierpnia 1987) – japońska zapaśniczka walcząca w stylu wolnym. Olimpijka z Tokio 2020, gdzie zajęła piąte miejsce w kategorii 76 kg. Srebrna medalistka mistrzostw świata w 2019 i brązowa w 2017 i 2018 roku. 
Wicemistrzyni igrzysk azjatyckich w 2018. Złota medalistka mistrzostw Azji w 2013, 2015 i 2020; srebrna w 2018 i 2019; brązowa w 2014. Pierwsza w Pucharze Świata w 2013, 2015, 2018 i 2019. Druga na Światowych Igrzyskach Sportów Walki w 2010. Uniwersytecka wicemistrzyni świata w 2010. Mistrzyni Azji juniorów w 2006 roku.
Absolwentka Ritsumeikan University w Kioto.